# Syvtal (redskab)
Et syvtal som redskab er gribetangens forgænger, en stok med en 7-talslignende krog i enden, som klunsere brugte til at rode i skraldespande med for at finde brugbare effekter, der kunne sælges videre. Navnet bruges også om en lignende stok til at rage slagger ud af kakkelovne og ildsteder.